# 下司
下司（げし/げす）とは、中世日本の荘園や公領において、現地で実務を取っていた下級職員のこと。惣公文（そうくもん）とも呼ばれる。

## 概要
現地の公文や田荘、惣追捕使らを指揮して年貢・公事・夫役の徴収や治安の維持などを行った。主に開発領主及びその子孫が荘園公領制の成立とともに下司になるケースが多く、本来は現地における荘官の責任者であったが、荘園領主が現地に上司（うえつかさ）にあたる預所を派遣した場合にはその指揮下に入り、公文・田所と同格扱いされることもあった（その場合には下司・公文・田所を「三職」とも称した）。（下司）職として給田や名田（下司名）、加徴米などの付加税を得分として与えられた（ただし、下司が荘園領主に当該地を寄進した開発領主やその子孫の場合には他に特権を保証されていたケースもある）。時代が下って武士化した下司の中には鎌倉幕府に従って地頭の地位を獲得して現地に勢力を伸ばす者もいた。地頭は荘園領主が勝手に免ずることが出来なかったため、次第に自立の姿勢を強めるようになり、荘園領主側も下司に対して武家に奉公しない旨を請文を提出させたりする対抗策を取る場合もあったが効果は薄く、鎌倉時代後期から南北朝時代になると自立した下司に代わって荘園領主側から下司の職務にあたる雑掌を派遣するようになった。